# Heinrich von Brentano
Heinrich Joseph Maximilian Johann Maria von Brentano di Tremezzo (ur. 6 czerwca 1904 w Offenbach am Main, zm. 14 listopada 1964 w Darmstadt) – niemiecki polityk i prawnik, minister spraw zagranicznych Niemiec (1955-1961), przewodniczący frakcji poselskiej CDU/CSU (1949-1955; 1961-1964).

## Życiorys
Pochodził z rodziny o włoskich korzeniach, która osiadła w Hesji w XVII wieku, gdzie nawiązała bliskie kontakty z heską szlachtą oraz ważnymi osobami niemieckiego romantyzmu (Goethe, Savigny, Arnim). Jego rodzicami byli polityk partii Zentrum Otto von Brentano di Tremezzo (1855–1927) oraz Lilla Schwerdt (1863–1948).
Studiował prawo na Uniwersytecie w Monachium oraz we Frankfurcie nad Menem i Grenoble.
W 1930 uzyskał stopień doktora nauk prawnych na Uniwersytecie  w Gießen. Od 1932 roku praktykował jako adwokat i notariusz w Darmstadt, następnie skierowany w 1943 do pracy w Hanau.
Był jednym z założycieli CDU w Hesji oraz deputowanym do landowego parlamentu (1946-1949). Był członkiem Bundestagu (1949-1964), a w latach 1955–1961 sprawował funkcję ministra spraw zagranicznych Republiki Federalnej Niemiec. Był jedną z ważniejszych osób zaangażowanych w tworzenie Europejskiej Wspólnoty Gospodarczej.
Nigdy się nie ożenił. Zmarł wskutek komplikacji po operacji raka przełyku, pochowany na cmentarzu w Darmstadt.